# St. Martin (Kaufbeuren)
Die Stadtpfarrkirche St. Martin ist die katholische Pfarrkirche der gleichnamigen Pfarrei und beherrscht mit ihrem weithin sichtbaren Turm das Stadtbild von Kaufbeuren.

## Bauwerksgeschichte

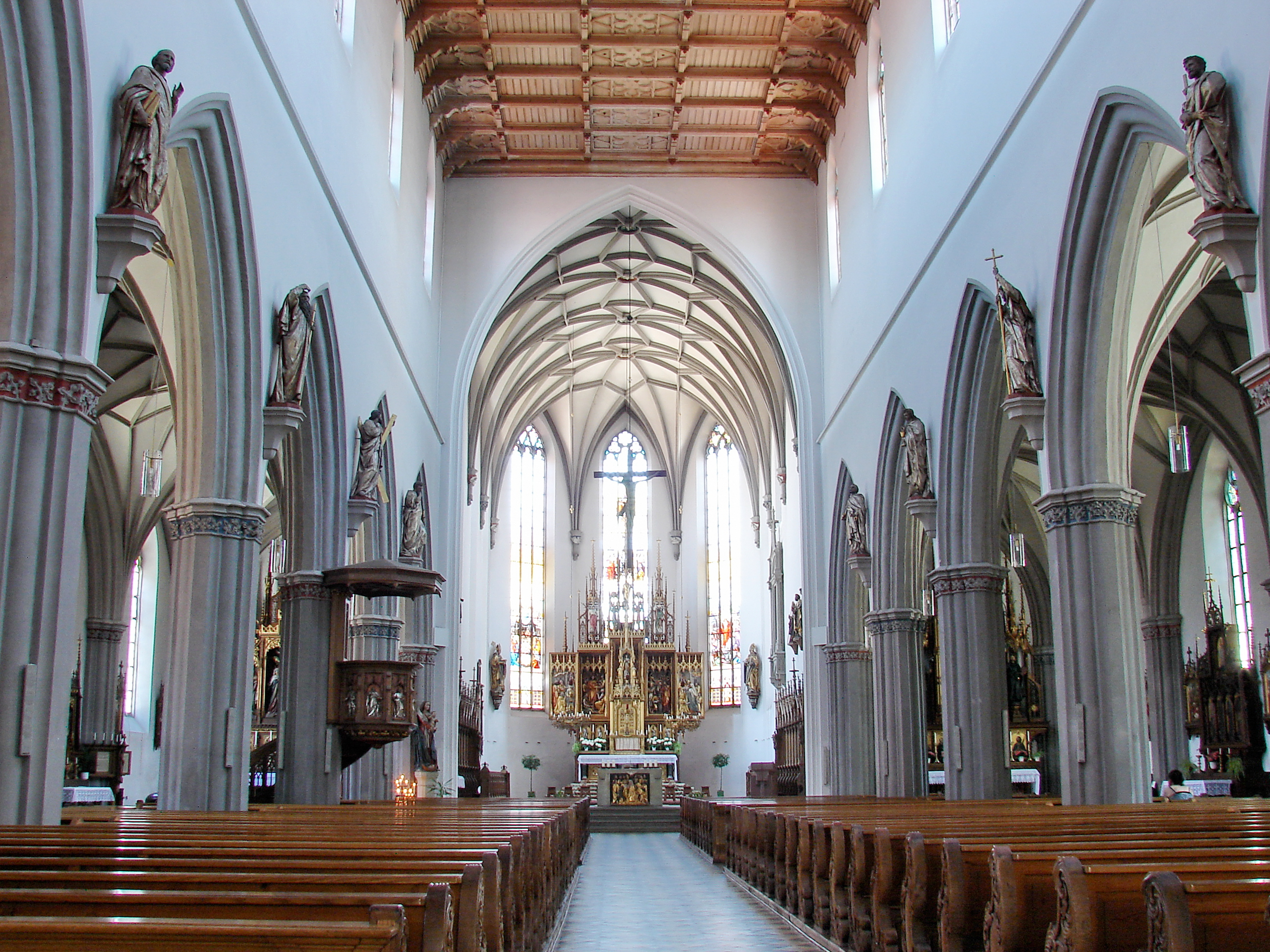
Innenraum

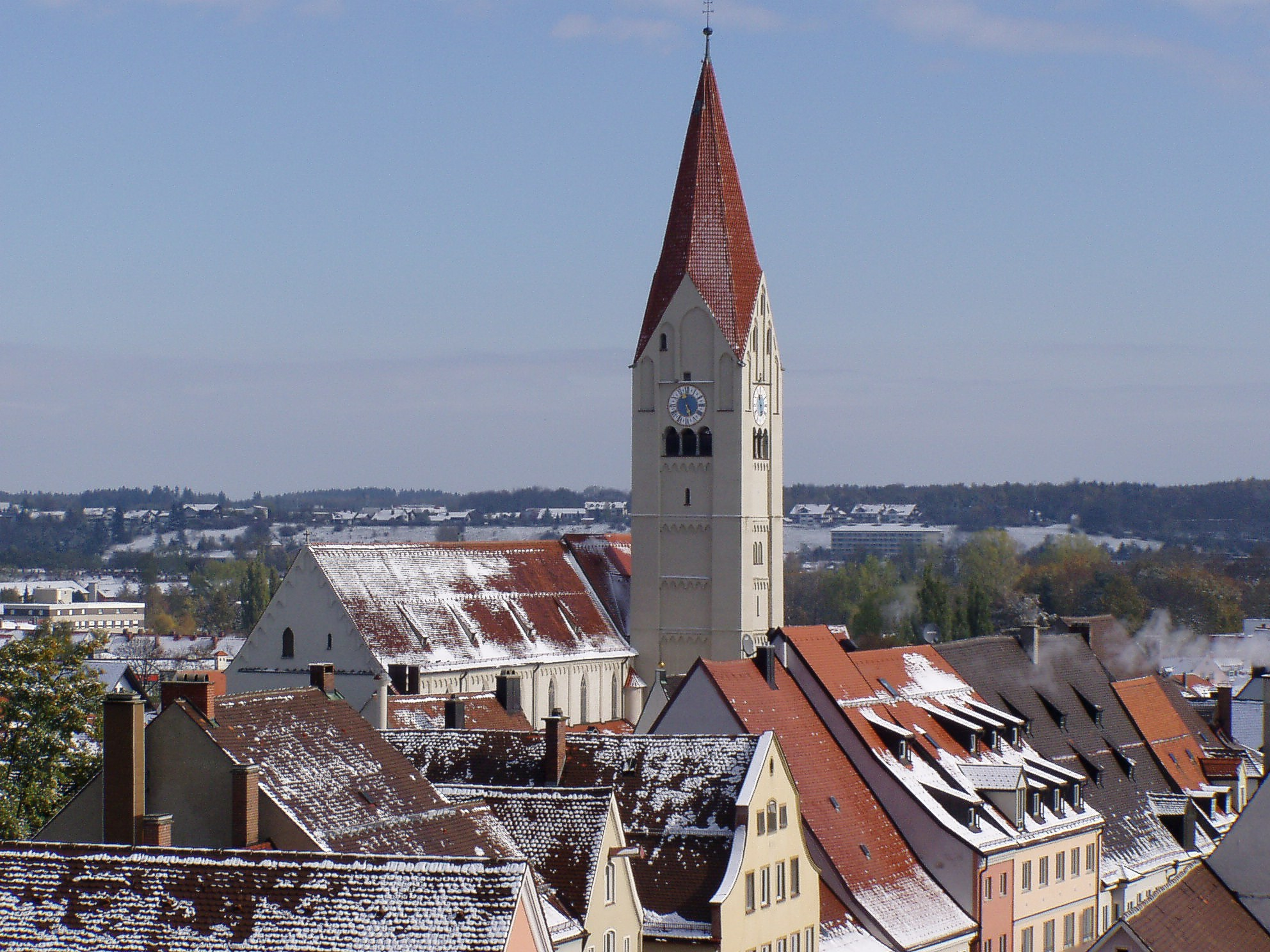
Stadtpfarrkirche St. Martin von Südwesten

1308 findet die Pfarrei St. Martin erstmals in den Schriftquellen Erwähnung. Herrmann der Phaffe und Hainrich der Liutpriester von Burun, die 1240 bzw. 1299 erwähnt werden, können beide als Pfarrer von St. Martin gelten. 
Bei Grabungsarbeiten wurden 1978 im Chor von St. Martin die Überreste vier verschiedener Apsiden entdeckt, die auf Vorgängerbauten zurückgehen.
Der älteste der Apsidenreste kann als Teil einer frühmittelalterlichen Königshofkirche gelten, die Datierung ist jedoch archäologisch nicht gesichert. Als Reichshofkirche war St. Martin Fiskalkirche und stand daher nur den Königsverwaltern des fränkischen Reichshofs, der um die Mitte des 8. Jahrhunderts gegründet wurde, zur Verfügung. Im Zusammenhang mit der karolingischen Zeit Kaufbeurens ist das Patrozinium zu werten, da der Hl. Martin als Haus- und Hofheiliger der Frankenkönige gilt.
Ein weiterer der Apsidenfunde verweist auf eine hochmittelalterliche Kapelle St. Martin, die wahrscheinlich zu einer Befestigungsanlage auf dem Areal des heutigen Kirchplatzes gehörte. Ereignisgeschichtlich kann dieser burgartige Bau, auf den 2001 entdeckte Mauerreste zusätzlich verweisen, mit dem Wirken der Edlen von Buron/Beuren in Zusammenhang gebracht werden.
In der Phase der welfischen Hoheit über Kaufbeuren in den Jahren 1167 bis 1191 wurde die Burgkapelle zur Kirche vergrößert und umgestaltet, was durch den Verfall der bisherigen Burganlage begünstigt wurde. Wahrscheinlich erhielt St. Martin in dieser Zeit die Pfarrrechte und stellte von da an den religiösen Mittelpunkt der welfischen Siedlung dar. Ebenso muss mit der Verleihung der Pfarrrechte ein Friedhof entstanden sein.
Im Zuge der Neugestaltung Kaufbeurens nach der Übernahme durch die Staufer in Person Heinrichs VI. 1191 erhielt St. Martin um 1200 die Gestalt einer romanischen Basilika. Der Sakralbau der Stauferzeit fiel 1325 einem Brand zum Opfer und wurde im gotischen Stil neu errichtet. Diesen beiden Abschnitten der Baugeschichte St. Martins entsprechen die übrigen beiden Apsidenfunde von 1978. Die Reste des romanischen Baus sind nur mehr im Südportal der Kirche und im Taufstein erhalten.
Für die 1328 erstmals erwähnte Friedhofskapelle, die dem heiligen Michael geweiht war und im 19. Jahrhundert profaniert wurde, ist eine Datierung in das 13. Jahrhundert wahrscheinlich. Bei Erdarbeiten konnten südlich der bestehenden Kapelle Mauerreste beobachtet werden, die möglicherweise zu einem Vorgängerbau gehören. Im Untergeschoss ist seit 1461 St. Eustachius als Gruftkapelle belegt.
Karl IV. verschenkte das Patronat von St. Martin 1350 an die St. Agnes-Kapelle im Dom zu Augsburg, deren Inhaber fortan den Pfarrherrn bestellten.
Von 1438 bis 1443 entstand ein Neubau der Stadtpfarrkirche. Die Weihe erfolgte durch den Augsburger Bischof Peter Kardinal von Schaumberg persönlich. Später wurde die Kirche mit einem Schnitzaltar des Ulmer Meisters Michael Erhart ausgestattet.
Um 1520 kam der Protestantismus nach Kaufbeuren. 1545 wurde die Pfarrkirche nach den Vorstellungen des am Ort inzwischen vorherrschenden Protestantismus komplett umgestaltet. Der Stadtrat übernahm das Recht zur Besetzung der Pfarrei. Ab 1555 galten für Kaufbeuren die Bestimmungen des Augsburger Religionsfriedens für Reichsstädte gemischter Konfession. Bis zur Errichtung der evangelischen Dreifaltigkeitskirche 1614 wurde der Kirchenbau St. Martin von beiden Konfessionen gemeinsam verwendet.
Große Teile der Kircheneinrichtung gingen infolge von insgesamt elf Stadtplünderungen im Lauf des Dreißigjährigen Krieges verloren. Im 17. und 18. Jahrhundert erfolgte eine Barockisierung der Kirche. Unter Stadtpfarrer Josef Landes wurde die Kirche von 1893 bis 1899 neugotisch eingerichtet.

## Orgel

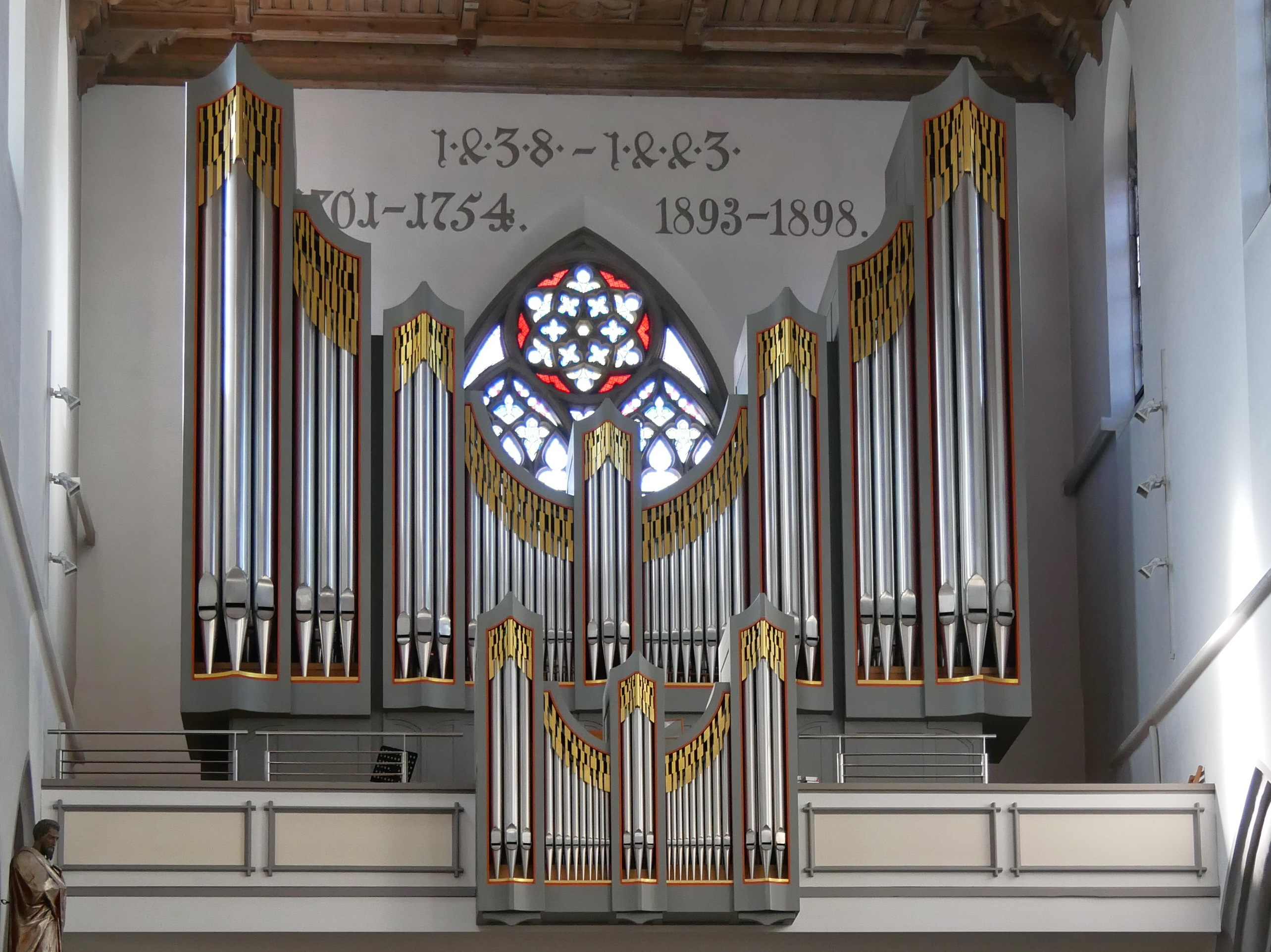
Die Orgel auf der Westempore

Die Orgel, auch Crescentia-Orgel genannt, wurde 1999 durch die Orgelbaufirma Siegfried Schmid (Knottenried) erbaut. Sie hat 50 Register auf drei Manualen und Pedal. Die Spieltrakturen sind mechanisch, die Registertrakturen mechanisch und elektrisch. Das Orgelgehäuse wurde in Anlehnung an den gotischen Kirchenraum gestaltet. Die Disposition lautet wie folgt:
| I Rückpositiv C–a3 |            |        |
| 1.                 | Prestant   | 8′     |
| 2.                 | Bourdun    | 8′     |
| 3.                 | Principal  | 4′     |
| 4.                 | Spitzflöte | 4′     |
| 5.                 | Nasat      | 2 ⁄3′  |
| 6.                 | Waldflöte  | 2′     |
| 7.                 | Terz       | 1 3⁄5′ |
| 8.                 | Larigot    | 1 ⁄3′  |
| 9.                 | Scharff IV | 1′     |
| 10.                | Dulzian    | 16′    |
| 11.                | Cromorne   | 8′     |
|                    | Tremulant  |        |

| II Hauptwerk C–a3 |                  |       |
| 12.               | Principal        | 16′   |
| 13.               | Principal        | 8′    |
| 14.               | Flute harmonique | 8′    |
| 15.               | Viola di Gamba   | 8′    |
| 16.               | Copel            | 8′    |
| 17.               | Octav            | 4′    |
| 18.               | Rohrflöte        | 4′    |
| 19.               | Quinte           | 2 ⁄3′ |
| 20.               | Superoctav       | 2′    |
| 21.               | Mixtur V         | 2′    |
| 22.               | Cornet V         | 8′    |
| 23.               | Trompete         | 16′   |
| 24.               | Trompete         | 8′    |

| III Schwellwerk C–a3 |                 |        |
| 25.                  | Bourdon         | 16′    |
| 26.                  | Geigenprincipal | 8′     |
| 27.                  | Holzflöte       | 8′     |
| 28.                  | Salicional      | 8′     |
| 29.                  | Voix céleste    | 8′     |
| 30.                  | Prestant        | 4′     |
| 31.                  | Traversflöte    | 4′     |
| 32.                  | Viola           | 4′     |
| 33.                  | Nazard          | 2 ⁄3′  |
| 34.                  | Doublette       | 2′     |
| 35.                  | Tierce          | 1 3⁄5′ |
| 36.                  | Plein Jeu V     | 2 ⁄3′  |
| 37.                  | Basson          | 16′    |
| 38.                  | Trompete harm.  | 8′     |
| 39.                  | Hautbois        | 8′     |
| 40.                  | Clairon harm.   | 4′     |
|                      | Tremulant       |        |

| Pedalwerk C–f1 |               |       |
| 41.            | Untersatz     | 32′   |
| 42.            | Principalbass | 16′   |
| 43.            | Subbass       | 16′   |
| 44.            | Octavbass     | 8′    |
| 45.            | Gedacktbass   | 8′    |
| 46.            | Choralbass    | 4′    |
| 47.            | Mixtur IV     | 2 ⁄3′ |
| 48.            | Bombarde      | 16′   |
| 49.            | Trompete      | 8′    |
| 50.            | Trompete      | 4′    |